# 江苏学政署
江苏学政署又名江苏学使署、督学察院等，为明代南直隶下江提学御史和清代江苏学政驻节地，同时也是常州府所辖八县的科举院试场所，位于中国江苏省无锡江阴市澄江街道人民中路中山公园内，始建于明万历四十一年（1613），至清光绪三十二年（1905年）废除科举后裁撤，前后共历时292年和124任学政（含连二任者1人，三任者1人）。其建筑规模宏大，号称“江南官署之冠”，原主体建筑今仅存仪门。

## 历史
明代正统元年（1436年）于各省以按察使副使或佥事任督学之事，称为提督学道，北直隶与南直隶则特设提学御史，为主管各省学校教育和考试的官员。因南直隶所辖地域广阔，巡视不便，万历四十一年（1613年）又分为上下江提学御史，其中下江提学御史督学江苏地区的苏州、松江、常州、镇江、淮安、扬州六府及徐州一州，首任为王以宁。清沿明制，各省仍设提督学道，最初将上下江提督学道合二为一，雍正三年（1725年）再次分开，分设江苏学道和安徽学道，雍正四年（1726年）改称提督学政，清末光绪三十一年（1905年）科举废止，次年裁撤。
通常各省学政驻节于省城，到各府州开考时由地方官员临时筹备行辕。明代南直隶提学御史原驻节地为南京句容县，万历四十一年（1613年）后仍为上江提学御史驻节地，而下江提学御史驻节地则新设于常州府江阴县。至清代，江苏学政署成为驻地不在省城的三处省级学政官署之一（分别为江苏学政驻江阴县、安徽学政驻太平府、陕西学政驻三原县）。据明代孙慎行《新建督学察院记》和清代童华《重建江苏学政节署记》分析认为，选择江阴作为江苏学政驻节地的理由为其“地僻且道里均”，即首先江阴地处偏僻，便于为士子应试提供较为宁静的环境，其次江阴地理位置适宜，与江苏学政的督学区域，尤其是苏南地区的苏、松、常、镇四府路程大致均等，自苏北地区的淮、扬二府及徐州渡江也极为便利。
学政署选址于江阴城中偏北，城内大街虹桥东首，其地宋初属孙氏万春园，后东半部分属广福寺，西半部分则在明嘉靖年间为季氏清机园。明初为镇守江阴的吴良所建的吴侯官署，弘治年间又改为巡抚行台。至万历四十一年（1613年），首任下江提学御史王以宁移文江阴知县许达道，将巡抚行台加以整修扩建为学政署，并利用后部的清机园遗址建后花园，其后明代崇祯、清代康熙、乾隆、嘉庆和道光年间均有增扩建。咸丰十年（1860年）学政署毁于太平天国战乱，期间江苏学政一度暂驻淮安试院与泰州民舍，常州府院试亦改在龙城书院，同治四年至七年（1865-1868）重建。
辛亥革命后，学政署被改为江阴县政府，其后花园则与原万春园东半部分合而为一，改为对公众开放的公园，并以园中万寿山而得名为寿山公园。1912年10月，孙中山视察江阴黄山炮台，并在城内桐梓堂发表演说，号召“让全国的文明从江阴发起”。1925年，为纪念孙中山逝世，江阴民众在寿山公园内建孙中山先生纪念塔，遂于1930年改园名为中山公园。至1998年7月，江阴市政府自学政署原址迁出。2002年，江阴市政府投资近5000万元重建中山公园，更名为江苏学政衙署遗址公园，成为一座敞开式的、集市民休闲娱乐为一体的城市园林。

## 建筑
学政署北依万寿山，西连雪浪湖，东接广福寺，南临大街，其规制宏敞，屋宇众多，被誉为“江南官署之冠”。按清代同治时所重建的规模，其主要建筑以前堂后宅为基本布局，前后共七进，前为广场，上有影壁、东西辕门、东西鼓亭和旗杆两根，旗上书以“钦命江苏督学部院”，其后前堂部分依次为头门五间（头门前东为舍人厅、西为号吏房，各五间）、仪门五间（仪门前东为土地祠、西为执事房，各三间）、龙门三间、大堂五间（大堂前出抱厦三间，前院内有东西文场各十二间，亦称考棚，即常州府院试场所）和川堂，后宅部分依次为崇素堂三间、燕喜堂五间和佳荫楼五间两层，西北为后花园。
署内设有书房、承差、号房和舍人四个主要部门，其中书房负责掌管各府州院考档案，承差负责呈送学政奏摺进京及其他差遣，号房负责管理进出公文，舍人负责掌管传达事项，其人事为世袭，例如书房由王、谢、陈、杨、鲁、周六姓八家所世袭。
学政署的大堂、东西文场等主体建筑已于1960年后陆续拆除，现存遗迹包括仪门、雪浪湖、墨华榭碑和后花园等，此外存有清康熙十六年（1677）《重修江阴县督学察院记》碑、道光十九年（1839）《增修江阴考棚碑记》和光绪元年（1875）《增建江阴考棚记》三块碑刻。